# 오바라촌 (미야기현)
오바라촌(小原村)은 미야기현 갓타군에 설치되었던 촌이다. 현재의 시로이시시에 해당한다.